# 18 de mayo
El 18 de mayo es el 138.º (centésimo trigésimo octavo) día del año del calendario gregoriano y el 139.º en los años bisiestos. Quedan 227 días para finalizar el año.

## Acontecimientos
- 1152: en Inglaterra, Enrique II se casa con Leonor de Aquitania.
- 1268: el sultán mameluco Baibars I vence a los cruzados del Principado de Antioquía en la Batalla de Antioquía.
- 1291: en Palestina, en esa época parte del reino de Jerusalén, los musulmanes expulsan a los cristianos tras la Caída de Acre, último bastión cristiano.
- 1302: en Brujas (Bélgica), tienen lugar los sucesos conocidos como Maitines de Brujas, cuando la milicia flamenca masacra durante la madrugada a las fuerzas invasoras francesas.
- 1498: en la India, el navegante portugués Vasco da Gama llega al puerto de Calcuta.
- 1499: del Puerto de Santa María (Cádiz, España) parte una flota de cuatro barcos, mandada por Alonso de Ojeda y acompañado de Américo Vespucio y Juan de la Cosa. Llegarán a las costas de Surinam, y explorarán el golfo de Paria y la isla de Curazao, en el mar Caribe.
- 1525: en Honduras se funda la aldea de Trujillo.
- 1541: en México, el virrey Antonio de Mendoza y Pacheco funda la villa de Valladolid de la Nueva España (la actual ciudad de Morelia).
- 1565: en la sureña ciudad de Concepción (Chile) se establece la Real Audiencia de Chile, por cédula del rey Felipe II.
- 1593: en Inglaterra, el escritor Thomas Kyd lidera las acusaciones de herejía contra Christopher Marlowe.
- 1631: En Dorchester (Massachusetts), John Winthrop se convierte en el primer gobernador de colonia de la Bahía de Massachusetts.
- 1643: en Ardenas (Francia), los franceses ―comandados por el futuro príncipe Condé— derrotan a los españoles ―con Francisco de Melo al frente― en la batalla de Rocroi, durante la lucha abierta entre Francia y España por la hegemonía en Europa.
- 1652: Rhode Island se convierte en el primer estado que promulga una ley de abolición de la esclavitud.
- 1680: en España se publica la recopilación de las Leyes de Indias, que consta de nueve libros y más de 6000 leyes.
- 1756: Francia declara la guerra a Inglaterra. Los franceses desembarcan en Menorca.
- 1765: en Canadá, un incendio destruye la mayor parte de la ciudad de Montreal.
- 1781: en Perú, los españoles asesinan al líder inca Túpac Amaru II mediante descuartizamiento público.
- 1793: Campaña del Rosellón. Acción militar de Thuir, ganada a las tropas revolucionarias francesas por el general Antonio Ricardos.
- 1803: en el marco de las guerras napoleónicas, el Reino Unido revoca el Tratado de Amiens y declara la guerra a Francia.
- 1804: en París, el Senado de Francia proclama emperador a Napoleón Bonaparte.
- 1810: en la ciudad de Buenos Aires, capital del Virreinato del Río de la Plata comienza la revolución de Mayo.
- 1811: en la batalla de Las Piedras (Uruguay) las fuerzas revolucionarias al mando del general José Gervasio Artigas vencen a las fuerzas del Imperio español.
- 1845: el infante Carlos María Isidro de Borbón abdica en su hijo Carlos Luis sus pretendidos derechos a la Corona de España.
- 1848: en Fráncfort del Meno se abre la primera Asamblea Nacional de Alemania.
- 1848: en Buenos Aires, Juan Manuel de Rosas da la orden de disolución de la Compañía de Jesús y de expulsión de sus miembros del territorio argentino.
- 1863: en los Estados Unidos ―en el marco de la guerra civil estadounidense― comienza la Batalla de Vicksburg.
- 1869: en Japón sucede la rendición y disolución de la República de Ezo.
- 1870: en Portugal, el mariscal Saldanha Oliveira (de 82 años), invade con algunos soldados el palacio de Ajuda y obliga al rey a nombrarle presidente del Gobierno.
- 1875: la ciudad de Cúcuta (Colombia) es destruida por un terremoto de 7,3 grados, que deja un saldo de 30 500 víctimas. También afecta al estado venezolano de Táchira.
- 1896: en el campo de Khodynka, en Moscú (Rusia) durante las festividades de la coronación del zar Nicolás II una turba de gente acaba con la vida de 1389 personas (Tragedia de Khodynka).
- 1897: se publica la novela "Drácula", del autor irlandés Bram Stoker.[1]
- 1900: el Reino Unido proclama su «protectorado» sobre  el Reino de Tonga.
- 1903: en España, el rey Alfonso XIII realiza la apertura de las Cortes con un discurso.
- 1904: acuerdo internacional para la represión de la trata de blancas.
- 1910: acercamiento máximo del cometa Halley a la Tierra.
- 1910: llega a Buenos Aires la infanta Isabel de Borbón, en representación del rey de España en las fiestas del primer centenario de la Revolución de Mayo.
- 1911: Fallece en París, Francia, Gustav Mahler debido a una endocarditis iniciada dos años antes.
- 1918: es proclamada la República del Don en el marco de la guerra civil rusa.
- 1919: se proclama la República del Palatinado, separada del Reich y apoyada por Francia.
- 1926: la evangelista Aimee Semple McPherson desaparece mientras visitaba Venice Beach (California).
- 1927: en Míchigan (Estados Unidos) sucede el Desastre de Bath School: 45 personas mueren por la explosión de una bomba.
- 1927: en Hollywood (California) se inaugura el Grauman's Chinese Theatre.
- 1930: el dirigible "Graf Zeppelin" inicia un vuelo en el que cruzará dos veces el Atlántico, con un recorrido de unos 27 000 kilómetros.
- 1933: en los Estados Unidos ―en el marco del New Deal― el presidente Franklin Delano Roosevelt firma una ley que crea la Autoridad del Valle del Tennessee.
- 1941: en Abisinia ―en el marco de la Segunda Guerra Mundial― capitulan las tropas del duque de Aosta.
- 1944: en Italia ―en el marco de la Segunda Guerra Mundial― finaliza la batalla de Montecassino después de siete días cuando los paracaidistas nazis (Fallschirmjäger) evacuan Montecassino.
- 1944: el gobierno de la Unión Soviética deporta a los tártaros de Crimea.
- 1944: en Francia, el general Gerd von Rundstedt asume el mando supremo.
- 1948: en Nankín (China) se instala el primer Yuan Legislativo de la República de China.
- 1950: la Asamblea Plenaria de la Organización de las Naciones Unidas decide embargar las mercancías de la República de China, como represalia.
- 1951:  partió de Buenaventura, en el Pacífico de Colombia, el primer contingente del Ejército para la participar en la guerra de Corea.
- 1953: Jackie Cochran se convierte en la primera mujer que rompe la barrera del sonido.
- 1954: en Argentina, el gobierno de Juan Domingo Perón ―como parte del Plan Quinquenal― comienza la construcción del oleoducto de 1490 km entre los campos petrolíferos de Campo Durán (provincia de Salta) y el Litoral argentino.
- 1958: en los Estados Unidos, un avión Lockheed F-104 Starfighter establece un nuevo récord de velocidad: 2259,82 km/h.
- 1959: en Conakri (Guinea) se inaugura el Comité Nacional de Liberación de Costa de Marfil.
- 1959: en la Llanura de los Jarros (Laos) comienzan los combates entre el Ejército real y el Pathet Lao.
- 1960: en Cuba, el comandante Ernesto Che Guevara participa en un concurso de pesca de la aguja junto al escritor estadounidense Ernest Hemingway y al comandante en jefe Fidel Castro.
- 1963: en Madrid (España) se inaugura la Ciudad Deportiva del Real Madrid Club de Fútbol en el paseo de la Castellana.
- 1969: desde las instalaciones de Cabo Cañaveral (Florida) ―en el marco del Programa Apolo― despega la misión tripulada Apolo 10, siendo la segunda misión tripulada hacia la Luna.
- 1974: como final del proyecto Smiling Buddha (el Buda sonriente), la India detona de manera exitosa su primera bomba nuclear, convirtiéndose en la sexta «potencia nuclear» del mundo.
- 1974: se inaugura la torre de radio de Varsovia, la construcción más alta hasta el momento. Dejó de estar operativa el 8 de agosto de 1991.
- 1980: en Estados Unidos, el volcán Santa Helena entra en erupción, dejando los mayores daños demográficos y económicos en la historia de ese país.
- 1989: el Parlamento de Lituania modifica su Constitución y proclama la soberanía del pueblo lituano.
- 1990: en Francia, el tren TGV realiza un nuevo récord en el mundo ferroviario: 515,3 km/h.
- 1990: en Bonn, los ministros de Finanzas de la RFA y de la RDA, Theo Waigel y Walter Rombers, firman el tratado de unión monetaria, económica y social entre los dos países alemanes.
- 1990: el cantante de pop latino, compositor y productor musical mexicano Luis Miguel, lanza al mercado su álbum titulado 20 años, producido por Juan Carlos Calderón.
- 1991: el norte de Somalia declara su independencia del resto del país y se nombra República de Somalilandia aunque no será reconocida internacionalmente.
- 1993: en Dinamarca, el pueblo responde afirmativamente al referéndum con respecto al Tratado de Maastricht.
- 1994: en Venezuela, el expresidente Carlos Andrés Pérez es encarcelado, al descubrirse que cometió malversación de fondos públicos.
- 1996: en la ciudad noruega de Oslo se celebra la edición n.º 41 de Festival de la Canción de Eurovisión. La representante irlandesa, Eimear Quinn, alcanzará la victoria con el tema The Voice.
- 1996: los Gobiernos de Cuba y de Dominica establecen relaciones diplomáticas.
- 1998: en la demanda judicial Estados Unidos contra Microsoft, el Departamento de Justicia de los Estados Unidos proceden a la causa de monopolio contra la empresa Microsoft, de Bill Gates.
- 1999: La boy band estadounidense Backstreet Boys, pública su tercer álbum de estudio titulado Millennium.
- 2005: en Chile sucede la Tragedia de Antuco, el segundo mayor desastre de la milicia en tiempos de paz.
- 2011: en la provincia argentina de Río Negro, se estrella el vuelo 5428 de la empresa Sol, causando 22 muertos.
- 2013: en Malmö se celebra el Festival de la Canción de Eurovisión.
- 2014: en Fundación (Magdalena) (Colombia), 33 niños mueren calcinados.
- 2015: en la ciudad colombiana de Salgar (departamento Antioquia) una avalancha en el corregimiento La Margarita deja más de 50 muertos.
- 2016: réplicas del Terremoto de Ecuador de 2016 de magnitud 6.7 y 6.9 dejan un total de 11 heridos y 1 muerto, se reportaron pequeños daños materiales, colapso de viviendas y corte del servicio eléctrico, aunque no hubo alerta de tsunami.
- 2018: en La Habana (Cuba) se estrella un avión comercial operado por la compañía Cubana de Aviación, modelo Boeing 737, arrendado a la compañía mexicana Global Air, con 113 personas a bordo (6 tripulantes y 107 pasajeros), poco después de despegar del aeropuerto internacional José Martí de la capital en dirección a la ciudad de Holguín.[2]

- 2019: En Argentina, Cristina Fernández de Kirchner anuncia que será candidata a vicepresidenta junto con Alberto Fernández como presidente.
- 2019: se celebra el 64.º Festival de la Canción de Eurovisión en Tel Aviv, Israel.
- 2022: En Argentina, se realiza el Censo 2022.
- 2025 En Ciudad del Vaticano,se hace la misa de Inauguración papal del nuevo Papa León XIV

## Nacimientos
- 1048: Omar Jayam, matemático, astrónomo y escritor iraní (f. 1131).
- 1186: Konstantín de Vladímir, príncipe ruso (f. 1218).
- 1450: Piero Soderini, estadista florentino (f. 1522).
- 1474: Isabel de Este, aristócrata italiana (f. 1539).
- 1475: Alfonso de Portugal, príncipe heredero de Portugal (f. 1491).
- 1610: Stefano della Bella, editor italiano (f. 1664).
- 1616: Johann Jakob Froberger, compositor alemán (f. 1667).
- 1692: Joseph Butler, obispo y filósofo británico (f. 1752).
- 1711: Ruđer Bošković, físico y astrónomo croata (f. 1787).
- 1731: José Camarón Bonanat, pintor español (f. 1803).
- 1742: Félix de Azara, científico español (f. 1821).
- 1788: Hugh Clapperton, explorador británico (f. 1827).
- 1792: Margaret Ann Neve, primera mujer supercentenaria verificada (f. 1903).
- 1797: Federico Augusto II de Sajonia (f. 1854).
- 1808: Venancio Flores, presidente uruguayo (f. 1868).
- 1812: Francisco Coll i Guitart, santo español, fundador de las Dominicas de la Anunciata (f. 1875).
- 1817: Joaquín José Cervino, escritor y magistrado español (f. 1883).
- 1822: Mathew B. Brady, fotógrafo estadounidense (f. 1896).
- 1850: Oliver Heaviside, físico británico (f. 1925).
- 1868: Nicolás II, zar ruso entre 1894 y 1917 (f. 1918).
- 1869: Andrés Cepeda, poeta anarquista argentino (f. 1910).
- 1872: Bertrand Russell, filósofo y matemático británico, premio nobel de literatura en 1950 (f. 1970).
- 1874: Juan Aguirre Escobar, militar y político mexicano (f. 1954).
- 1876: Hermann Müller, canciller alemán (f. 1931).
- 1882: Eduardo Fabini; compositor uruguayo de música académica (f. 1950).
- 1883: Eurico Gaspar Dutra, militar, político y presidente brasileño entre 1946 y 1951 (f. 1974).
- 1883: Walter Gropius, arquitecto alemán (f. 1969).
- 1887: Jeanie MacPherson, actriz y guionista estadounidense (f. 1946).
- 1889: Thomas Midgley, ingeniero mecánico estadounidense (f. 1944).
- 1891: Rudolf Carnap, filósofo alemán (f. 1970).
- 1892: Emilio Esteban Infantes, militar español (f. 1962).
- 1895: Augusto C. Sandino, guerrillero y revolucionario nicaragüense (f. 1934).
- 1897: 
  - Frank Capra, cineasta estadounidense (f. 1991).
  - Rodrigo Gómez Gómez, banquero, economista y político mexicano (f. 1970).
- 1901: Vincent du Vigneaud, bioquímico estadounidense, premio nobel de química en 1955 (f. 1978).
- 1908: Moisés Broggi, médico español (f. 2012).
- 1909: Javier de Belaúnde Ruiz de Somocurcio, político, abogado e historiador peruano (f. 2013).
- 1909: Fred Perry, tenista británico (f. 1995).
- 1909: Isabel Chabela Villaseñor, escultora y pintora mexicana. (f. 1953).
- 1911: Big Joe Turner, cantante estadounidense de blues (f. 1985).
- 1912: Richard Brooks, cineasta estadounidense. (f. 1992).
- 1912: Perry Como, cantante estadounidense. (f. 2001).
- 1912: Walter Sisulu, activista sudafricano. (f. 2003).
- 1913: Charles Trenet, cantante francés. (f. 2001).
- 1914: Pierre Balmain, diseñador francés (f. 1982).
- 1914: Boris Christoff, bajo de ópera búlgaro (f. 1993).
- 1914: Emmanuel de Graffenried, piloto suizo de automovilismo (f. 2007).
- 1916: Manuel Viola, pintor español (f. 1987).
- 1918: Manuel Pertegaz, modisto español (f. 2014).
- 1918: Massimo Girotti, actor italiano (f. 2003).
- 1919: Margot Fonteyn, bailarina de ballet británica (f. 1991).
- 1920: Juan Pablo II, papa polaco entre 1978 y 2005 (f. 2005).
- 1922: Bill Macy, actor estadounidense (f. 2019).
- 1922: Kai Winding, músico danés (f. 1983).
- 1923: Hugh Shearer, político y primer ministro jamaicano (f. 2004).
- 1924: Priscilla Pointer, actriz estadounidense (f. 2025)
- 1928: Pernell Roberts, actor y cantante estadounidense (f. 2010).
- 1928: Jo Schlesser, piloto francés de automovilismo (f. 1968).
- 1929: José María Mendiola Insausti, escritor español (f. 2003).
- 1930: Alfredo Leal Kuri, actor mexicano (f. 2003).
- 1931: Don Martin, caricaturista estadounidense (f. 2000).
- 1931: Robert Morse, actor estadounidense, (f. 2022)
- 1933: Bernadette Chirac, política francesa.
- 1934: Eli Galdós Zubia, político español (f. 2007).
- 1934: Dwayne Hickman, actor estadounidense (f. 2022).
- 1934: Don Bachardy, artista estadounidense.
- 1935: Elena Zuasti, actriz uruguaya de teatro (f. 2011).
- 1937: Jacques Santer, político y abogado luxemburgués.
- 1937: Raúl Amundaray, primer actor de televisión venezolano (f. 2020).
- 1937: Osvaldo Tesser, actor y director teatral argentino (f. 2019).
- 1939: Giovanni Falcone, juez italiano; asesinado por la mafia (f. 1992).
- 1939: Peter Grünberg, físico alemán, premio nobel de física en 2007 (f. 2018).
- 1940: Salvo Basile, actor colombiano de origen italiano.
- 1941: Fernando Arbex, batería español, de la banda Los Brincos (f. 2003).
- 1941: Juan María Atutxa, político español.
- 1941: Miriam Margolyes, actriz británica.
- 1941: Diane McBain, actriz estadounidense (f. 2022).
- 1942: Nobby Stiles, futbolista británico (f. 2020).
- 1944: W. G. Sebald, escritor alemán (f. 2001).
- 1944: Albert Hammond, compositor y músico británico.
- 1946: Reggie Jackson, beisbolista estadounidense.
- 1946: Andreas Katsulas, actor estadounidense (f. 2006).
- 1947: John Bruton, taoiseach (jefe de Gobierno) irlandés.
- 1949: Rick Wakeman, tecladista y compositor británico, de la banda Yes.
- 1949: Terry Zwigoff, cineasta estadounidense
- 1949: Hugo Sotil, futbolista peruano (f. 2024).
- 1950: Mark Mothersbaugh, cantante estadounidense, de la banda Devo.
- 1951: Ben Feringa, químico neerlandés.
- 1951: Gabriele Krocher Tiedemann, socióloga y anarquista alemana (f. 1995).
- 1951: Nikolái Shulguinov, político y economista ruso
- 1951: Mieko Yoshimura, política japonesa, Gobernadora de Yamagata desde 2009.
- 1952: George Strait, músico estadounidense.
- 1953: Enrique Jiménez Carrero, pintor español.
- 1955: Chow Yun-Fat, actor chino.
- 1956: Dragan Miranović, futbolista y entrenador serbio (f. 2012).
- 1957: Michael Cretu, músico alemán de origen rumano, creador del proyecto musical Enigma.
- 1960: Yannick Noah, extenista y cantante francés.
- 1962: Nanne Grönvall, cantante y compositora sueca, de la banda One More Time.
- 1962: Sandra, cantante alemana.
- 1964: Ignasi Guardans, político español.
- 1964: Das letzte Einhorn, cantante alemán, de la banda In Extremo.
- 1965: Ingo Schwichtenberg, baterista alemán, de la banda Helloween (f. 1995).
- 1966: Marlon Moreno, actor colombiano de cine y televisión.
- 1967: Heinz-Harald Frentzen, piloto alemán de Fórmula 1.
- 1967: Osiel Cárdenas Guillén, narcotraficante mexicano.
- 1968: Clemente Álvarez, beisbolista venezolano.
- 1969: Martika, cantante estadounidense.
- 1969: Delcy Rodríguez, política y canciller venezolana.
- 1970: Billy Howerdel, músico estadounidense; fundador, guitarrista, compositor y productor de la banda A Perfect Circle.
- 1970: Tina Fey, actriz estadounidense.
- 1971: Brad Friedel, futbolista estadounidense.
- 1971: Adamari López, actriz puertorriqueña.
- 1973: Toni Garrido, periodista español.
- 1974: Jacobo Calderón, compositor, productor y arreglista español.
- 1975: Peter Iwers, bajista sueco, de la banda In Flames.
- 1975: Jack Johnson, músico estadounidense.
- 1975: Jem, cantante británica.
- 1976: Laisha Wilkins, actriz mexicana.
- 1977: Lee Hendrie, futbolista británico.
- 1977: Danny Mills, futbolista británico.
- 1978: Ricardo Carvalho, futbolista portugués.
- 1978: Borgeous, DJ y productor estadounidense
- 1979: Mariusz Lewandowski, futbolista polaco.
- 1979: Michal Martikán, esquiador eslovaco.
- 1979: Julián Speroni, futbolista argentino.
- 1979: Milivoje Novakovič, futbolista esloveno.
- 1979: Jens Bergensten, diseñador de videojuegos sueco.
- 1979: Antonio Jesús Marfil Roca, futbolista español.
- 1979: Iago García, actor español.
- 1979: Helder Barbalho, político brasileño, Gobernador de Pará desde 2019.
- 1980: Esperanza Gómez actriz porno y modelo colombiana.
- 1981: Mahamadou Diarra, futbolista maliense.
- 1981: Allen Leech, actor irlandés.
- 1982: Marvin Obando, futbolista costarricense.
- 1984: Niki Terpstra, ciclista neerlandés.
- 1984: Simon Pagenaud, piloto de automovilismo francés.
- 1985: Dalma Kovács, cantante y actriz rumana.
- 1986: Liss Pereira, es una actriz, comediante y locutora colombiana.
- 1986: Yū Kijima, futbolista japonés.
- 1987: Joe Brooks, cantautor británico.
- 1987: Luisana Lopilato, actriz y modelo argentina.
- 1992: Spencer Breslin, actor estadounidense.
- 1992: Fernando Pacheco, futbolista español.
- 1994: Laura Esquivel, actriz argentina.
- 1997: Yenny Acuña, futbolistas chilena.
- 1999: Laura Omloop, cantante belga.
- 2000: Onda, cantante y bailarina surcoreana, miembro de Everglow
- 2002: John Kennedy Batista de Souza, futbolista brasileño.
- 2003: Albian Hajdari, futbolista suizo.

## Fallecimientos
- 526: Juan I, papa de la Iglesia católica entre 523 y 526 (n. 470).
- 1013: Hisham II, califa andalusí (n. 965).
- 1450: Sejong el Grande, dirigente coreano (n. 1397).
- 1473: Alonso I de Fonseca, noble y eclesiástico español (n. 1418).
- 1551: Domenico di Pace Beccafumi, pintor italiano (n. 1486).
- 1558: Mori Nagayoshi, samurái japonés miembro del Clan Mori.
- 1642: Alonso de Bonilla, poeta español (n. 1570).
- 1675: Jacques Marquette, misionero y explorador francés (n. 1637).
- 1675: Stanisław Lubieniecki, astrónomo polaco (n. 1623).
- 1692: Elias Ashmole, anticuario británico (n. 1617).
- 1733: Georg Böhm, compositor y organista alemán (n. 1661).
- 1781: Túpac Amaru II (José Gabriel Condorcanqui), cacique peruano (n. 1738).
- 1781: Micaela Bastidas, revolucionaria peruana (n. 1744).
- 1799: Pierre-Augustin de Beaumarchais, dramaturgo francés (n. 1732).
- 1800: Aleksandr Suvórov, general ruso (n. 1729).
- 1807: Antonio Felipe de Orleans, príncipe francés (n. 1775).
- 1829: María Josefa de Sajonia, aristócrata alemana, esposa del rey Fernando VII de España (n. 1803).
- 1865: Francisco Bilbao, escritor chileno (n. 1823).
- 1890: Casto Plasencia y Maestro, pintor español (n. 1846).
- 1900: Jean Gaspard Felix Ravaisson-Mollien, filósofo francés (n. 1813).
- 1909: Isaac Albéniz, compositor español (n. 1860).
- 1909: George Meredith, novelista y poeta británico (n. 1828).
- 1909: Teodomiro Ramírez de Arellano, escritor español (n. 1828).
- 1910: Pauline Viardot-García, cantante de ópera francesa, de origen español (n. 1821).
- 1910: Eliza Orzeszkowa, novelista polaca (n. 1841).
- 1911: Gustav Mahler, compositor austriaco (n. 1860).
- 1916: Juan Bautista Cabrera Ibarz, poeta, teólogo y reformista español (n. 1837).
- 1921: Filomena Tamarit e Ibarra, aristócrata y benefactora española (n. 1845).
- 1922: Eduardo Jusué, historiador español (n. 1846).
- 1922: Charles Louis Alphonse Laverán, médico francés, premio nobel de medicina en 1907 (n. 1845).
- 1938: Aníbal Ponce, ensayista y político argentino (n. 1898).
- 1938: Juan Sánchez Azcona, político, periodista y diplomático mexicano (n. 1876).
- 1941: Werner Sombart, economista alemán (n. 1863).
- 1948: Francisco Alonso, compositor español (n. 1887).
- 1955: Mary McLeod Bethune, activista estadounidense (n. 1875).
- 1957:  Louis Berkhof, teólogo estadounidense (n. 1873).
- 1959: Apsley Cherry-Garrard, explorador británico (n. 1886).
- 1967: Carlos Jiménez Díaz, médico español (n. 1898).
- 1972: Jan Bronner, escultor neerlandés (n. 1881).
- 1973: Jeannette Rankin, política, feminista y pacifista estadounidense (n. 1880).
- 1973: Abraham Shlonsky, poeta y editor ucraniano-israelí (n. 1900).
- 1975: Kasimir Fajans, químico y físico estadounidense de origen polaco (n. 1887).
- 1975: Leroy Anderson, compositor estadounidense (n. 1908).
- 1980: Ian Curtis, cantautor británico, de la banda Joy Division (n. 1956).
- 1980: David A. Johnston, vulcanólogo estadounidense (n. 1949).
- 1981: William Saroyan, escritor estadounidense (n. 1908).
- 1985: Erich Traub, científico y virólogo alemán (n. 1906).
- 1988: Daws Butler, actor de voz estadounidense (n. 1916).
- 1990: Jill Ireland, actriz británica (n. 1936).
- 1992: Marshall Thompson, actor estadounidense (n. 1925).
- 1992: Salvador Nava, médico y político mexicano (n.1914).
- 1995: Juan Gyenes, fotógrafo español (n. 1912).
- 1995: Elizabeth Montgomery, actriz estadounidense (n. 1933).
- 1995: Elisha Cook, Jr., actor estadounidense (n. 1903).
- 1995: Alexander Godunov, bailarín y actor ruso (n. 1949).
- 1995: Peter van de Kamp, astrónomo neerlandés (n. 1901).
- 1999: Wayne Allwine, actor y actor de doblaje estadounidense (n. 1947).
- 1999: Dias Gomes, dramaturgo brasileño (n. 1922).
- 1999: Augustus Pablo, músico jamaicano (n. 1954).
- 1999: Elizabeth Robinson, atleta estadounidense (n. 1911).
- 2002: Davey Boy Smith, luchador profesional británico (n. 1962).
- 2003: Javier Pulgar Vidal, geógrafo, filósofo e historiador peruano (n. 1911).
- 2004: Elvin Jones, baterista estadounidense de jazz (n. 1927).
- 2004: Çetin Alp, cantante turco (n. 1947)
- 2005: Elsie Alvarado de Ricord, poetisa panameña (n. 1928).
- 2007: Pierre-Gilles de Gennes, físico francés, premio nobel de física en 1991 (n. 1932).
- 2007: Yoyoy Villame, actor y cantante filipino (n. 1932).
- 2009: Wayne Allwine, actor estadounidense (n. 1947).
- 2010: Luis Sáez, pintor español (n. 1925).
- 2011: Carlos Iván Degregori, antropólogo y escritor peruano (n. 1945).
- 2012: Dietrich Fischer-Dieskau, barítono, director de orquesta y musicólogo alemán (n. 1925).
- 2013: Steve Forrest, actor estadounidense (n. 1924).
- 2013: Zahra Shahid Hussain, activista política y profesora pakistaní; asesinada (n. 1953).
- 2014: Gordon Willis, director de fotografía estadounidense (n. 1931).
- 2014: Dobrica Ćosić, escritor y político nacionalista serbio (n. 1921).
- 2016: Luis H. Álvarez, político mexicano (n. 1919).
- 2017: Chris Cornell, cantante y músico estadounidense  (n. 1964).
- 2019: Analía Gadé, actriz argentina (n. 1931).
- 2019: Juan Carlos Mascheroni, cantante argentino de cumbia santafesina (n. 1960).
- 2020: Michel Piccoli, actor francés (n. 1925).
- 2021: Franco Battiato, cantautor, músico y director de cine italiano (n. 1945).
- 2021: Charles Grodin, actor estadounidense (n. 1935).
- 2022: Domingo Villar, escritor español (n. 1971).
- 2023: Helmut Berger, actor austriaco (n. 1944).

## Celebraciones
- Día Internacional de los Museos.[3]

- Día de la Fascinación por las Plantas.[4]

Compartidas
- Naciones Unidas: 
  - Semana Mundial de la Sensibilización sobre la Sal.
Del 12 al 18 de mayo de cada año.
  - Semana Mundial de las Naciones Unidas sobre la Seguridad Vial.
Del 12 al 18 de mayo de cada año.

 Por países
(Por orden alfabético)
- Argentina: 
  - Día de la Escarapela.[5]

- Bolivia: 
  - Aniversario de Punata.

- Haití: 
  - Día de la Bandera de Haití.[6]

- México: 
  - Día del Oceanólogo.
  - Día de los Museos.

- Turkmenistán: 
  - Día de la Constitución.

- Uruguay: 
  - Batalla de Las Piedras.
(Día del Ejército Nacional de Uruguay).

### Santoral católico
- Santa Claudia, virgen y mártir.[7]
- San Dióscoro de Alejandría.[7]
- San Erico IX.
- San Félix de Cantalicio.[7]
- San Félix de Spalato.[7]
- San Juan I, papa.[7]
- San Potamón y compañeros.[7]
- Beata Blandina Merten.[7]
- Beato Burcardo de Beinwil.[7]
- Beato Guillermo de Toulouse.[7]

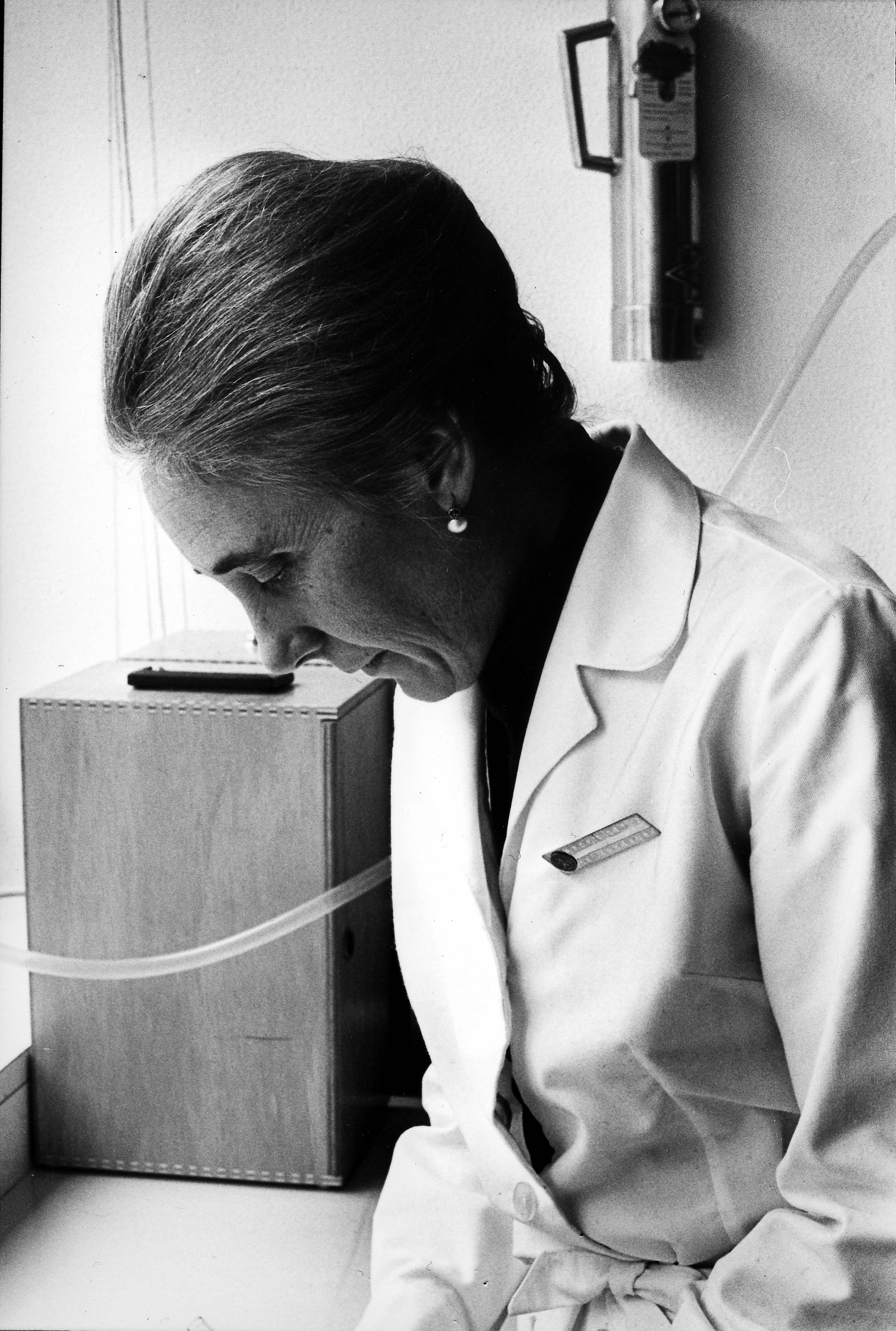
Beata Guadalupe Ortiz de Landázuri.

- Beata Guadalupe Ortiz de Landázuri. (imagen ilustrativa).